# Lobomastax recurva
Lobomastax recurva är en insektsart som beskrevs av Marius Descamps 1964. Lobomastax recurva ingår i släktet Lobomastax och familjen Euschmidtiidae. Inga underarter finns listade i Catalogue of Life.